# Solidbody

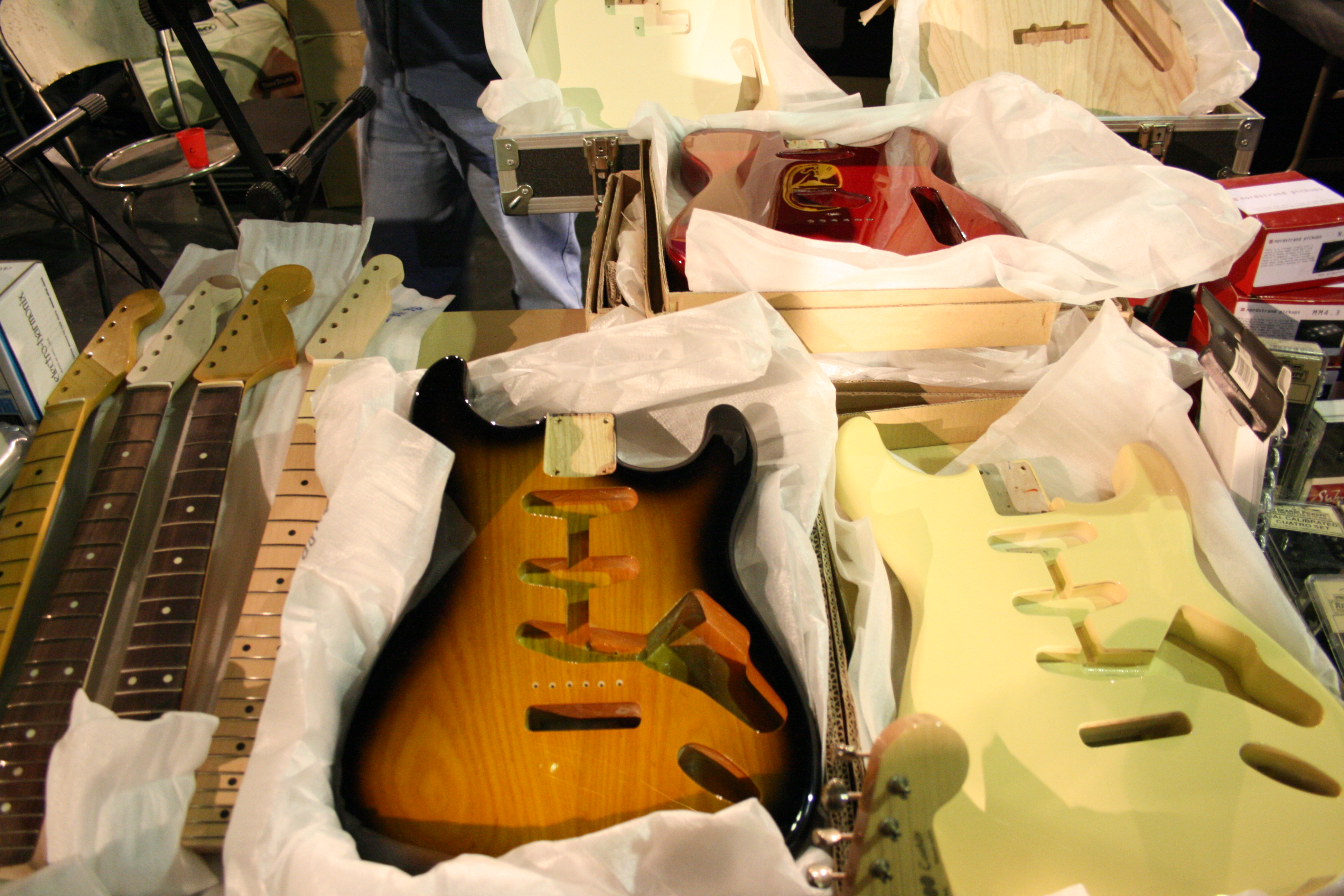
Mehrere Korpusse von Solidbody-E-Gitarren (vorne) und E-Bässen (am oberen Bildrand) vor dem Zusammenbau der Instrumente

Solidbody (deutsch: „Massivkorpus“) ist ein englischsprachiger Fachbegriff für diejenigen Bauformen der Zupfinstrumente E-Gitarre und E-Bass, deren Korpus im Gegensatz zu akustischen Gitarren keinen Resonanzkörper hat, sondern der zum größten Teil aus massivem Holz oder anderen Materialien besteht. Ein Vorteil dieser Bauweise ist die Unterdrückung von akustischen Rückkopplungen, da ein massiver Korpus in weit geringerem Maße auf Schallschwingungen reagiert als ein hohler Korpus. Weitere Vorteile der massiven Bauweise sind ein klarer elektrisch verstärkter Klang und eine längere Ausschwingdauer der angespielten Gitarrensaiten (englisch: Sustain). Ein Nachteil der massiven Korpus-Bauweise ist der weitgehende Verlust des akustischen Klangs der Instrumente. Außerdem haben Solidbody-Gitarren meist ein höheres Gewicht als Gitarren mit Resonanzkörper.

## Geschichte

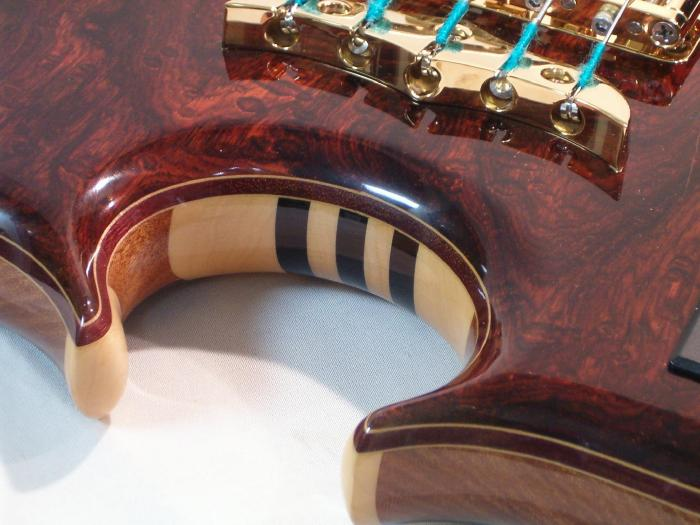
Ein Massivkorpus kann aus mehreren Einzelteilen zusammengesetzt sein. Im Bild das untere Ende des Holzkorpus eines besonders aufwendig gefertigten E-Basses des Modells Alembic Series I

Die Solidbody-Bauweise wurde entwickelt, nachdem durch gestiegene Leistung von Gitarrenverstärkern und die so erreichbare höhere Lautstärke Probleme mit akustischen Rückkopplungen entstanden. Die ersten elektrisch verstärkten Gitarren, die in den 1930er-Jahren auf den Markt kamen, sind akustische Instrumente, die zusätzlich mit elektromagnetischen Tonabnehmern ausgestattet sind. Diese Instrumente fangen die Schallwellen aus dem Verstärker auf, was ab einer gewissen Lautstärke unerwünschte Rückkopplungen hervorruft.
Die ersten in Massivbauweise hergestellten Gitarren waren elektrische Lap-Steel-Gitarren der US-amerikanischen Musikinstrumentenbau-Unternehmen Rickenbacker und Gibson, die ab dem Jahr 1932 in den Handel kamen. In den 1940er-Jahren begannen verschiedene Hersteller, die Konstruktionsform auch auf andere Gitarrentypen zu übertragen. Eine der ersten E-Gitarren mit teilweise massivem Korpus war die 1948 vorgestellte Bigsby/Travis-Gitarre von Paul Bigsby, die dieser in Zusammenarbeit mit dem Country-Musiker Merle Travis entwickelte. Kurz darauf folgten die Fender Telecaster (1950) und die Gibson Les Paul (1952). Eines der ersten E-Bass-Modelle mit Solidbody war der 1951 eingeführte Fender Precision Bass.
Die Einführung der Solidbody-Bauweise ermöglichte Design-Fortschritte im Gitarrenbau, da diese Bauweise die Möglichkeiten der Formgebung des Instrumentenkorpus wesentlich erhöhte. Weil der Umriss des Korpus nur noch einen untergeordneten Einfluss auf den Klang des Instruments hat, ist theoretisch jede Form möglich, die stabil ist und sich einigermaßen bequem bespielen lässt.

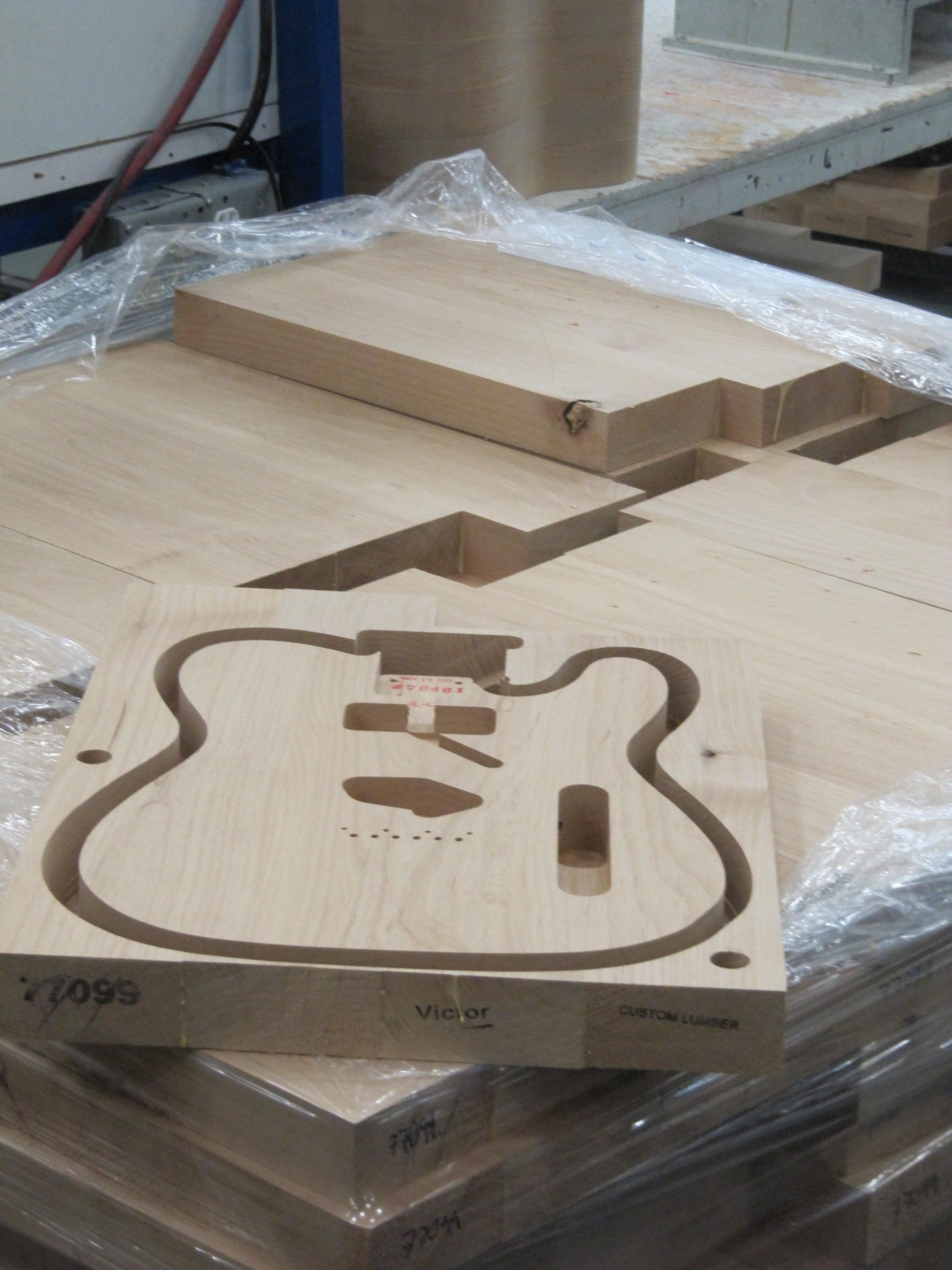
Der Korpus von Solidbody-Gitarren wird oft aus Massivholz-Brettern herausgefräst. Im Bild der Korpus einer Fender Telecaster während des Herstellungsprozesses

## Konstruktion und Materialien
Zur Herstellung eines massiven Korpus werden verschiedene Holzsorten eingesetzt. Gebräuchlich sind Eschenholz und Erlenholz (ein bedeutender Musikinstrumenten-Hersteller ist dabei die US-Firma Fender) sowie Mahagoni und Koa (bedeutender Hersteller: Gibson). Oft sind auch Kombinationen von verschiedenen Hölzern zu finden – zum Beispiel ein Mahagonikorpus mit einer Decke aus Ahornholz beim E-Gitarren-Modell Gibson Les Paul oder mehrstreifige Hals-/Korpuskonstruktion aus Ahorn, Walnuss und anderen Hölzern, beispielsweise beim E-Bass-Modell Alembic Series I. Je nach verwendeter Holzsorte und Gewicht beziehungsweise Form des Korpus wirkt sich dies mehr oder weniger stark auf den Klang der Instrumente aus.
Seltener wurde versucht, Solidbodys aus anderen Materialien als Holz zu konstruieren. Die verschiedenen Ansätze reichten von Kunststoff (National), Plexiglas (Dan Armstrong) über Kohlenstofffasern bis hin zu Aluminium (Travis Bean). Kostengünstige E-Gitarren besitzen häufig minderwertiges Sperrholz als Korpusmaterial. Keines dieser Materialien konnte sich jedoch gegenüber der traditionellen Holzkonstruktion durchsetzen.